# ダグラス・A・ザンビェック
ダグラス・アレクサンダー・ザンビェック（Douglas Alexander Zembiec, 1973年4月14日 - 2007年5月11日）は、アメリカ合衆国の軍人。アメリカ海兵隊の隊員で、イラク戦争（「イラクの自由」作戦）の最中に戦死した。彼の名は第一次ファルージャの戦い（「慎重な解決」作戦）での活動について特に知られ、ビング・ウェストの著書『No True Glory: A Front-line Account of the Battle of Fallujah』でも言及されているほか、ザンビェックの死後ウォール・ストリート・ジャーナル紙が掲載した記事でも触れられている。最終階級は少佐。

## 経歴

### 若年期
1973年、ハワイ州ケアラケクアに生まれる。ニューメキシコ州アルバカーキのラ・クエバ・ハイ・スクールに通い、在学中の1990年から1991年まで高校生レスリングの州チャンピオンだった。ザンビェックは大学生レスリングでも記録を残しており、全米大学体育協会(NCAA)の最優秀選手(All-American)にも2度選ばれた。彼は非常に握力が強かった為、レスラー時代の友人には「蛇」(The Snake)の異名で呼ばれていた。
その後、レスラーとしての成績を評価され海軍兵学校へと進んだ。1995年3月31日に卒業すると海兵隊少尉に任官し、以後コソボ紛争、アフガン紛争、イラク戦争などに従軍した。

### 軍歴
任官後、基本術科学校および歩兵将校教練を完了したザンビェックは、1996年4月より第6海兵連隊第1大隊の小銃小隊長の任についた。1997年6月には武装偵察課程(Force Reconnaissance indoctrination)に合格してノースカロライナ州キャンプ・レジューンの第2武装偵察中隊に転属する。彼は同中隊で2年間の小隊長勤務、半年間の臨時中隊長勤務、1ヶ月の作戦士官勤務を行った。
1999年6月、ザンビェックの偵察小隊はコソボ紛争における国際安全保障部隊(KFOR)に参加し、戦地へと派遣された。
2000年9月、バージニア州フォート・ストーリー内の水陸両用偵察学校(Amphibious Reconnaissance School, ARS)に移り、副官(Assistant Officer-In-Charge)として2年間勤務した。2001年、テレビ番組『Eco Challenge: US Armed Forces Championship』にチーム・フォース・リーコン・ロールス・ロイス(Team Force Recon Rolls Royce)の隊長として出演した。
2003年5月、バージニア州クアンティコの遠征戦学校(Expeditionary Warfare School)に入校。卒業後の2003年7月より第1海兵師団第1海兵連隊第2大隊E中隊の中隊長に任命された。
2004年、「慎重な解決」作戦（第一次ファルージャの戦い）に参加する。彼はこの戦いで168名の海兵および水兵を率い、ファルージャにおける最初の地上戦を戦った。その後、銀星章、Vデバイス付銅星章、2つの名誉戦傷章などを受章したザンビェックは、「ファルージャの獅子」という渾名で知られるようになる。
2004年11月、第1特殊作戦訓練グループ(1st Special Operations Training Group, 1st SOTG)の補助作戦士官となる。同部隊ではイラクへの派遣を控えていた第13海兵隊遠征部隊に対して市街戦等の訓練を行っていた。2005年6月10日、海兵隊司令部の地域支援部に移る。2005年7月1日、少佐に昇進。

### 戦死

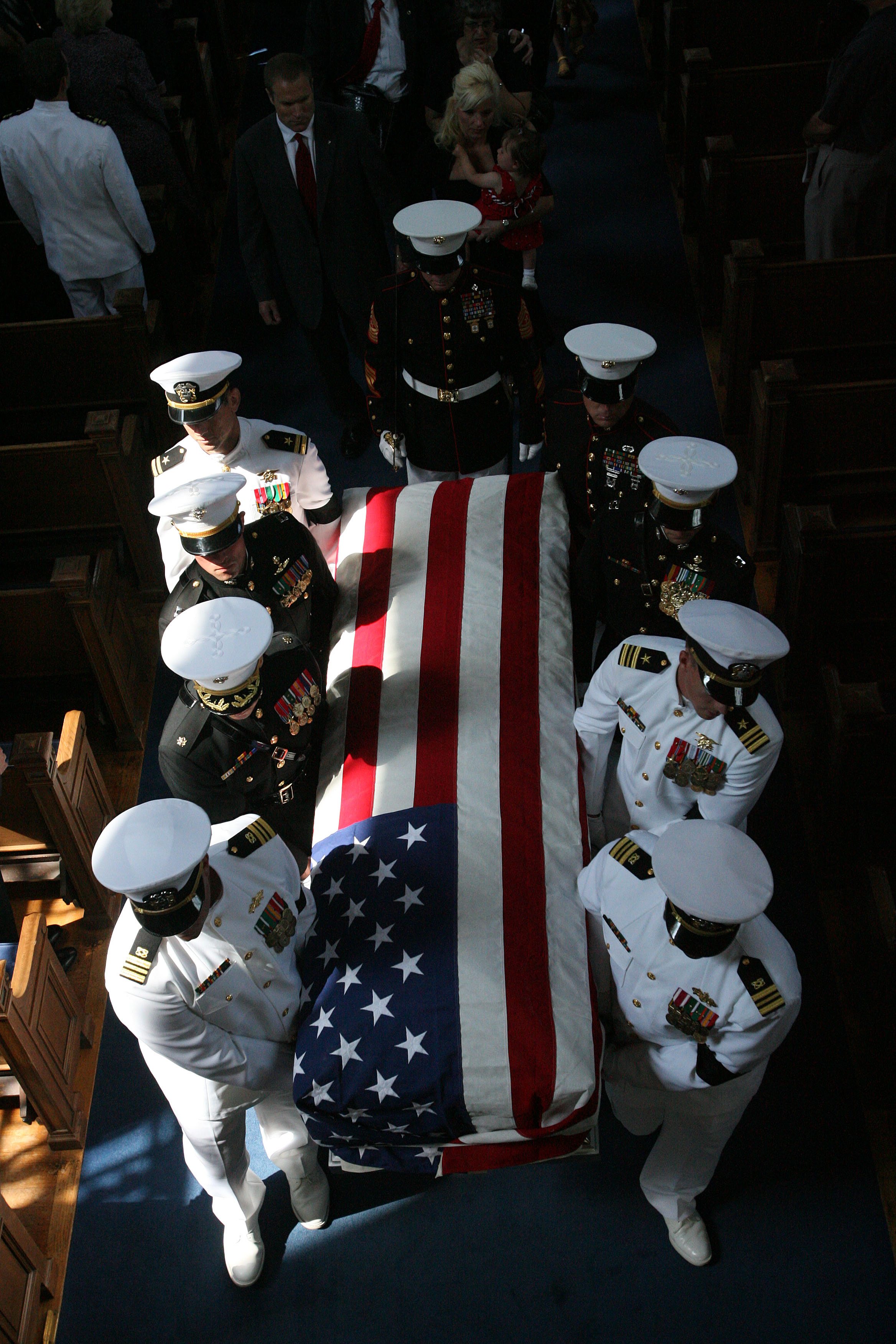
ザンビェックの棺

2007年5月11日、4度目のイラク派遣の折のバグダード攻撃作戦において、ザンビェックは小火器による銃撃を受けて戦死した。彼はイラク治安部隊の訓練を担当しており、戦死した時にもイラク部隊を率いていたという。友軍部隊の報告によれば、ザンビェックは薄暗い路地裏を捜索する際、部隊に伏せるように警告し、その直後に撃たれたのだという。最初のラジオ報道では「5名負傷、1名殉教」(five wounded and one martyred)と報じられ、ザンビェック少佐が部下に警告を発して彼らの命を救い、そして戦死した旨を伝えた。2007年5月16日、海軍兵学校礼拝堂で開かれた合同葬儀にてアーリントン国立墓地に葬られた。彼の墓は海軍兵学校の同期だったミーガン・マクラング少佐の墓の近くに置かれた。マクラングはイラク戦争において最初に戦死した海兵隊の女性士官であり、また海軍兵学校の歴史上初めて戦死した女性卒業生であった。
2007年7月、当時の国防長官ロバート・ゲーツがスピーチの中でザンビェック少佐の死に触れた。この際、ゲーツは政府高官としては珍しく、非常に感情的な様子であったという。2007年9月、ウォール・ストリート・ジャーナル紙がザンビェックに関する記事を掲載した。NCAAはザンビェックに対する2008年度のNCAAアワード・オブ・ヴァロー(Award of Valor)の授与を発表した。2008年1月、イラク多国籍軍(MNF-I)司令官デヴィッド・ペトレイアス将軍はバグダード国際空港・キャンプ・ヴィクトリー内に設置されたヘリパッドにザンビェックの名を関する旨を発表した。
ヘンダーソン・ホールのプールには彼の名が冠されている。

## 受章
ザンビェックは以下の勲章等を受章している。
| V · Gold star |           |                           |  |
| Gold star     | Gold star |                           |  |
| Bronze star   |           |                           |  |
|               |           | Bronze star · Bronze star |  |

| 1段目 | 銀星章                             | 銀星章                             | 銀星章                             | 銀星章                             | Vデバイス付銅星章                  | Vデバイス付銅星章                  | Vデバイス付銅星章                 | Vデバイス付銅星章                 | 5/16インチ星章付き名誉戦傷章      | 5/16インチ星章付き名誉戦傷章 | 5/16インチ星章付き名誉戦傷章 | 5/16インチ星章付き名誉戦傷章 |
| 2段目 | 5/16インチ星章付海軍・海兵隊称揚章 | 5/16インチ星章付海軍・海兵隊称揚章 | 5/16インチ星章付海軍・海兵隊称揚章 | 5/16インチ星章付海軍・海兵隊業績章 | 5/16インチ星章付海軍・海兵隊業績章 | 5/16インチ星章付海軍・海兵隊業績章 | 戦闘行動章                        | 戦闘行動章                        | 戦闘行動章                        | 海軍称揚部隊章               | 海軍称揚部隊章               | 海軍称揚部隊章               |
| 3段目 | 従軍星章付国防従軍章               | 従軍星章付国防従軍章               | 従軍星章付国防従軍章               | コソボ戦線記念記章                 | コソボ戦線記念記章                 | コソボ戦線記念記章                 | イラク戦線記念記章                | イラク戦線記念記章                | イラク戦線記念記章                | 国際対テロ戦争遠征章         | 国際対テロ戦争遠征章         | 国際対テロ戦争遠征章         |
| 4段目 | 国際対テロ戦争従軍章               | 国際対テロ戦争従軍章               | 国際対テロ戦争従軍章               | 人道支援勤務記念記章               | 人道支援勤務記念記章               | 人道支援勤務記念記章               | 2個従軍星章付海軍海上勤務配置記章 | 2個従軍星章付海軍海上勤務配置記章 | 2個従軍星章付海軍海上勤務配置記章 | NATO記念記章コソボ章         | NATO記念記章コソボ章         | NATO記念記章コソボ章         |